# Rosa Guiñón i Soro
Rosa Guiñón i Soro   (Barcelona, 11 d'abril de 1932 - Barcelona, 5 de juny de 2022) va ser una actriu de doblatge catalana de centenars de personatges de cinema en català i en castellà i també de videojocs.
En català va posar la veu a Meryl Streep interpretant Margaret Thatcher a La dama de ferro, i també posant-li la veu a El diable es vesteix de Prada i Els ponts de Madison. També va doblar Julie Andrews (fent de Mary Poppins), Ingrid Bergman (a Assassinat a l'Orient Express), Mia Farrow, Jane Fonda, Jessica Lange, Farrah Fawcett, Barbra Streisand i Joan Collins. A més, va doblar el personatge de la bruixa Glinda a la pel·lícula El màgic d'Oz i la Betty a la sèrie de comèdia de situació N'hi ha que neixen estrellats.
Habitualment doblava al castellà, feina que va iniciar a la dècada del 1950, i els seus personatges recurrents eren els interpretats per actrius com Meryl Streep, Julie Andrews, Mia Farrow, Diane Keaton, Jessica Lange, Audrey Hepburn, Natalie Wood, Ava Gardner o Barbra Streisand.
Va estar casada amb Rogelio Hernández, director i actor de doblatge. La seva filla Rosa Maria Hernández també és actriu de doblatge.